# Hippolyte Franc
Hippolyte-Paul-Emile Franc est un homme politique français né le 2 février 1825 à Lyon (Rhône) et mort le 25 mars 1898 à Paris.

## Biographie
Industriel chimiste, il est spécialisé dans la chimie industrielle et agricole.
Il est conseiller général du canton de Semur-en-Brionnais lorsqu'il devient député  « républicain » de Saône-et-Loire, 1re circonscription de Charolles, à l'élection partielle du 16 août 1891, en remplacement de M. Bouthier de Rochefort, décédé.
Le 20 août 1893, il est réélu au premier tour contre M. Noël, bijoutier à la Clayette, il obtient 8 531 voix, et son concurrent 1 730. Il est un républicain convaincu, adversaire du pouvoir personnel et partisan de la justice sociale. Il meurt en cours de mandat en 1898.

## Sources
- « Hippolyte Franc », dans le Dictionnaire des parlementaires français (1889-1940), sous la direction de Jean Jolly, PUF, 1960 [détail de l’édition]
- Gustave Vapereau, Dictionnaire universel des contemporains : contenant toutes les personnes notables de la France et des pays étrangers... : supplément à la sixième édition, L. Hachette (Paris), 1895, 103 p